# Elm Point
Elm Point è un piccolo capo disabitato degli Stati Uniti d'America, nella Contea di Lake of the Woods nello stato del Minnesota. Il capo si trova nel Lago dei Boschi e forma un'exclave, al sud-ovest dell'Northwest Angle. È all'interno della provincia canadese di Manitoba, posto sotto il 49º parallelo Nord, e separato (via terra) dagli Stati Uniti continentali.
Ad ovest di Elm Point esistono altre zone appartenenti, per identico motivo, agli USA, ma di dimensioni ridottissime e prive di toponimo.

## Voci correlate

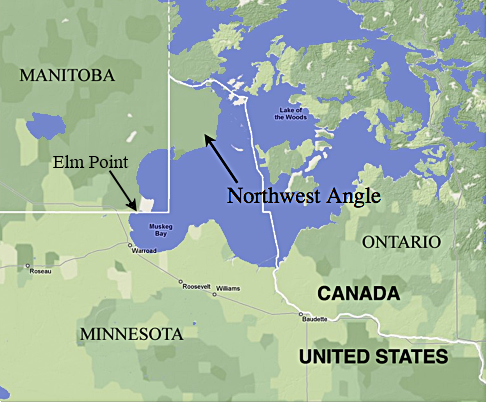